# Thompson (Norfolk)
Pour les articles homonymes, voir Thompson.
Thompson est une paroisse civile et un village du Norfolk, en Angleterre.